# Valeria Perilli
Valeria Perilli (Roma, 31 gennaio 1954) è una doppiatrice, annunciatrice televisiva e attrice italiana.

## Carriera
È figlia dell'autore, sceneggiatore e regista romano Ivo Perilli e dell'attrice genovese Lia Corelli e sorella del poeta Plinio Perilli.
Valeria Perilli è nota soprattutto per aver doppiato la cinica Miranda in Sex and the City, la svampita Lalla in La tata, diversi personaggi di soap opera come General Hospital, Santa Barbara e Febbre d'amore, ed anche personaggi di cartoni animati, soprattutto negli anni ottanta, come la Principessa Lunedì nell'anime Calendar Men, e Jun il cigno, nella serie Gatchaman, andata in onda nel 1981 su Canale 5. Ha doppiato anche la segretaria di Hercule Poirot nella serie televisiva a lui dedicata ed ha prestato la sua voce alla madre adottiva di Jacob e Mib nella sesta ed ultima stagione di Lost. Dal 2011 al 2013 è stata doppiatrice di Lolò, interpretata da Marisela González, nella serie televisiva Grachi.
Tra il 1984 e il 1991 è stata anche una signorina buonasera della Rai, attiva presso gli studi di Roma.
Per i canali TV RAI ha condotto la rubrica Cinema Domani (1978), il programma Tempo Libero (1980), la rubrica Prossimamente (1978-1979; 1984); il 31 luglio 1976 presenta con Pippo Baudo la quarta edizione del Premio Chianciano della critica radiotelevisiva (andato in onda il 1 agosto 1976). Nel 1986 è lettrice del TG3.

## Vita privata
È compagna dell'illusionista e personaggio televisivo Giucas Casella.

## Filmografia
- Un borghese piccolo piccolo, regia di Mario Monicelli (1977)
- Racconti fantastici - miniserie TV, (1979)

## Doppiaggio

### Film
- Cynthia Nixon in Sex and the City e Sex and the City 2
- Sissy Spacek in Tuck Everlasting - Vivere per sempre
- Jun Fubuki in Your Eyes Tell
- Kathy Baker in Edward mani di forbice
- Catherine Jacob in A casa nostra
- Anne Parillaud in Che ora è
- Gong Li in Ju Dou
- Karin Viard in Fantasie
- Marla Gibbs in El Camino - Il film di Breaking Bad
- Adriana Barraza in We Can Be Heroes
- Maria Hofstätter in L'aggiusta-cuori

### Film d'animazione
- Meg in Piccole donne
- Jessica Manning in Armitage III: Poly-Matrix
- Gertrude in Titanic - La leggenda continua
- La regina in Barbie - Lago dei cigni
- Mary in Ralph Spaccatutto

### Serie televisive
- Cynthia Nixon in Sex and the City, And Just Like That... The Gilded Age
- Rachel Chagall in La tata
- Marjorie Lovett in Streghe
- Andrea Martin in Only Murders in the Building
- Juanita Jennings in Alex Cross

### Cartoni animati
- Daisy Duke in Hazzard
- Jessica Drew/Spider Woman in Donna Ragno
- Sindaco Rose in Manny tuttofare
- Signora Hamilton in Tom
- Signora Miller in Bibi Blocksberg
- Jadiebug in Fragolina Dolcecuore
- Signorina Ortica e Morgana in Sofia la principessa
- Aglaé de Polignac (Charlotte) in Lady Oscar
- Miki Akitsu in Ginguiser
- Remi in Marcellino pane e vino
- Selene in La regina dei mille anni
- Gilly in Bing
- Sindaco Goodway in PAW Patrol
- Mamma (st. 8+) in Futurama

### Telenovelas
- Marisela González in Grachi
- Tássia Camargo in Tris di cuori

### Videogiochi
- Laralee in Epic Mickey 2: L'avventura di Topolino e Oswald[3]
- Sindaco Goodway in PAW Patrol: Gran Premio[4] e PAW Patrol World (2023)[5]